# El Nigromante: Los secretos del inmortal Nicolas Flamel
El Nigromante: Los Secretos del Inmortal Nicolas Flamel (o simplemente El Nigromante) es el cuarto libro de la serie Los Secretos del Inmortal Nicolas Flamel, escrito por el autor irlandés Michael Scott. Se publicó en España en 2011 a través de Roca Editorial.

## Personaje principal
El título del libro, El Nigromante, hace referencia a Josh Newman. Michael Scott no desvelaría el nombre del Nigromante hasta que el libro fue publicado a nivel internacional, simplemente dijo: "El Nigromante no es Dee."  Más tarde declaró que "claramente Josh Newman era un Nigromante..."

## Resumen
Nicolas Flamel, Perenelle Flamel, Sophie y Josh regresan a San Francisco. Los Flamel vuelven a su librería mientras Josh y Sophie van a casa de su tía Agnes. Cuando se acercan, ven una limusina esperando afuera y un extraño hablando con su tía. Se acercan con precaución, pero se ponen a pelear en la puerta y Sophie es arrastrada dentro del coche por una mujer que se ve exactamente igual que su amiga perdida Scathach, pero que en realidad es su hermana gemela, Aoife. Josh corre a la librería para alertar a Nicolas y Perry, y juntos se disponen a rescatar a Sophie, que ha sido llevada a una casa flotante en Sausalito propiedad del compañero de Aoife, el inmortal japonés Niten.
John Dee ha sido declarado "utlaga" (hombre en busca y captura) por su fracaso a la hora de capturar las páginas desaparecidas del Códex para sus maestros Inmemoriales. Al no querer experimentar su ira, huye. Consigue escapar por Inglaterra, de Saiisbury Plain a su oficina de Londres con las últimas dos espadas legendarias, ahora fusionadas, en su posesión. Una vez en Londres, consigue la ayuda de una vieja conocida, Virginia Dare, y después de un encuentro con unos cucubuth cazarrecompensas, la pareja escapa a la casa de Dee en San Francisco, donde se prepara para llamar al Arconte Coatlicue -la Madre de los Dioses- para que le ayude con sus planes de conquistar el planeta Tierra y vengarse de los Inmemoriales que le convirtieron en forajido.
Juana de Arco y Scathach se unen en su exilio a William Shakespeare, Palamedes y el Conde Saint Germain después de buscar la ayuda de Tammuz. Poco después de reunirse se les une un misterioso hombre encapuchado y con un garfio que les dice que tiene una misión predestinada para ellos. Los lleva a través de Xibalbá y varios otros Reinos de Sombras a la Tierra de hace más de diez mil años, cuando Danu Talis todavía existía y les asegura que tienen que luchar en la batalla que significó su caída.
Nicolás Maquiavelo y Billy el Niño salen de la Isla de Alcatraz, llena de monstruos, con la ayuda del maestro de Billy, quien envía al inmortal Makataimeshekiakiak a recuperarlos y llevarlos a ambos a su casa. Después de un tenso encuentro con el maestro de Billy se consideran afortunados de estar vivos, ya que no han podido cumplir las misiones que les encomendaron sus maestros: matar a Perenelle y liberar a los monstruos atrapados en la isla por todo San Francisco. La pareja se dispone a regresar a Alcatraz y enmendar su error logrando lo que se les había encomendado.
Después de su tensa reunión inicial, Aoife, Niten, Josh, Sophie, Nicolas y Perenelle acuerdan viajar a Point Reyes para que Josh pueda aprender la magia del fuego de Prometeo, el maestro del fuego. Josh se separa de los demás poco después de aprender la magia del fuego y se encuentra repentinamente en la casa de Dee. Sophie se despierta y se da cuenta de que Josh ha desaparecido. Después de alertar a los demás sobre su desaparición, siguen a Josh hasta la casa de Dee. Sophie, Aoife y Niten corren para impedir que ayude a Dee a completar su plan de invocar a la temible Coatlicue con la que Dee planea destruir a los Inmemoriales. Nicolas y Perenelle se quedan con Prometeo siguiendo lo que hacen. Josh, aún bajo el encanto, se vuelve contra su hermana y escapa con Dee y Virginia Dare, mientras que Aoife empuja a Coatlicue de vuelta al Reino de las Sombras del que vino, pero dejándose atrapar con ella. 
Esto deja el final del libro muy abierto: Los Flamel están muy débiles, los gemelos han sido separados por primera vez y los Inmemoriales se reúnen antes de la Convocatoria Final en Litha, ya que esperan volver al poder y dominar el mundo.

## Personajes nuevos
- Aoife - Hermana gemela de Scathach
- Niten - Un espadachín inmortal japonés que tiene un aura azul oscura que huele a té verde.
- Coatlicue - Madre de Todos, un Arconte diabólico.
- Quetzalcoatl - La Serpiente Emplumada, el maestro de Billy.
- Prometeo - Maestro de Fuego. Entrena a Josh en la Magia de Fuego y es el tío de Aoife y Scathach. Tiene una aura roja que huele a anís.
- Señor Tammuz - El Hombre Verde, maestro de Palamedes.
- Virginia Dare - Inmortal y peligrosa; se une Dee y posee una flauta con el poder de hipnotizar a los animales y a los humanos. Su aura huele a salvia.
- Makataimeshekiakiak - Inmortal nativo americano que asiste a Billy el Niño.
- Marethyu - El hombre-garfio que tradujo el Códex. Marethyu Significa "muerte" en la lengua antigua que se hablaba en Danu Talis. Ha creado un Reino de Sombras del Pleistoceno y lleva a varios personajes fuera de su reino a través de un código especial que sigue la Sucesión de Fibonacci: 1, 1, 2, 3, 5, 8 y 13.

## Juego online
Para El Nigromante se lanzó un juego el 5 de mayo de 2010 bajo el título de The Quest of the Codex.  A los jugadores se les presentaba un mapa, dividido en cuadrículas, en el que podían dar hasta 10 clics por día para encontrar premios escondidos, jugando piezas y desbloqueando 3 minijuegos. Se les otorgaba una llave por completar cada minijuego. Cuando completaban los 3 minijuegos y poseían todas las llaves, recibían acceso online a los 6 primeros capítulos de El Nigromante. 